# Kolari (stacja kolejowa)
Kolari (fiń. Kolarin rautatieasema) – stacja kolejowa w Kolari, w regionie Laponia, w Finlandii. Znajduje się na linii kolejowej Tornio-Kolari. Znajduje się w odległości 1067,2 km od Dworca Centralnego w Helsinkach, oraz 183 km od Tornio i tym samym jest najbardziej na północ wysuniętą stacją kolejową Finlandii. 
Nowy budynek dworca został zaprojektowany przez Ilpo Väisänena i został otwarty w 1998.

## Linie kolejowe
Kolari jest końcową stacją na niezelektryfikowanej linii kolejowej Tornio – Kolari.
Dawniej sieć kolejowa rozciągała się bardziej na północ, do Niesa, gdzie rozgałęziała się na odcinki do Äkäsjokisuu oraz do Rautuvaara. Oba odcinki otwarto w 1973 roku. Odcinek do Rautuvaara zamknięto w 2002, a to Äkäsjokisuu w 2005.
W 2010 roku rozważano rewitalizację linii do Äkäsjokisuu i przedłużenie jej przez granicę szwedzką do gminy Pajala. Miałaby być używana do transportu rudy z kopalni w Pajala do portu w Kemi.